# Hans Cleuver (zanger)
Hans Cleuver (Middelburg, 8 september 1884 – Amsterdam, 2 oktober 1961) was een Nederlands zanger. Zijn stembereik was bas/bariton.
Johann Joseph Kleuver werd geboren in het gezin van musicus Carl Johann Cleuver (officiële achternaam Kleuver) en Frederika Josephine van Leeuwen. Hijzelf is enige tijd getrouwd geweest met de pianiste Anni Long Hij was ridder in de Orde van Oranje Nassau (onderscheiden in 1953) en officier de l’instruction publique. Hij stierf, wonende in de Amsterdamse Valeriusstraat, de crematie vond plaats op Westerveld.
Hij kreeg zijn muziekopleiding van zijn vader die in Middelburg leiding gaf aan een zangschool. Voorts studeerde hij net als zijn vader aan het conservatorium in Keulen. In de vroege jaren tien stond hij onder meer met zijn vader op het concertpodium. In 1918 werd hij benoemd tot leider van het Vlissinger dameskoor; dat koor liet hij in de loop der jaren ombouwen naar een gemengd koor. In 1926 nam hij afscheid van dat koor. In 1918 werd hij namelijk benoemd tot zangdocent aan de muziekschool Musica in Den Haag, een functie die hij in 1923 weer neerlegde in verband met te drukke werkzaamheden. Hij gaf veelvuldig concerten met het genoemde koor, waarbij zijn vrouw dan voor de pianobegeleiding zorgde.
In 1922 werd hij aangesteld als repetitor van het Amsterdams Toonkunstkoor, een koor van amateurzangers. Hij zou dertig jaar lang leiding geven aan dat koor, dat talloze uitvoeringen gaf, ook samen met het Concertgebouworkest. Hij werkte daardoor samen met dirigenten als Willem Mengelberg, Karl Muck, Bruno Walter, Otto Klemperer, Pierre Monteux, Josef Krips, Carl Schuricht, Hermann Abendroth, Adrian Boult en Eduard van Beinum. In juni 1953 nam hij afscheid als repetitor met de uitvoering van het Te Deum van Alphons Diepenbrock, nadat hij al eerder in 1951 afscheid had genomen als vaste dirigent Met Giuseppe Verdi’s Requiem. In die lange periode gaf hij ook leiding aan het Wagnerkoor van de Wagnervereniging.